# Golfe du Drin
Le Golfe du Drin ou baie du Drin (en albanais : Gjiri i Drinit ou Pellgu i Drinit) est un bassin océanique de la mer Adriatique, dans la mer Méditerranée, le long de la côte nord de l’Albanie,. En forme de faux, il s’étend du delta de la Buna au nord, à travers la ville portuaire de Shëngjin, jusqu’au cap de Rodon au sud. Le littoral du golfe peu profond est une combinaison de plages de sable, de dunes de sable, de caps, de zones humides d’eau salée et d’eau douce, d’estuaires, de forêts de pins et côtières, de roselières et de prairies côtières.
Le littoral du golfe a une longueur d’environ 60 kilomètres et est parsemé de falaises et de plages alimentées par des apports fluviaux. La région est drainée par de nombreuses rivières et a formé un écosystème et une biodiversité caractéristiques. Elle doit son nom à la rivière Drin qui traverse une zone montagneuse en direction de la côte, mais l’Ishëm et le Mat se jettent également dans le golfe. Compte tenu du paysage plat, le littoral du golfe est parsemé de vastes zones humides et de lagunes qui changent continuellement de taille et de forme.
La biodiversité du golfe est relativement élevée et plusieurs aire protégées ont été créées le long des côtes, parmi lesquelles le paysage protégé de la rivière Buna-Velipoja au nord, la réserve naturelle Kunë-Vain-Tale au centre et la réserve naturelle de Patoku-Fushë Kuqja au sud. Elle est également classée comme zone importante pour les oiseaux et les plantes, car elle abrite de nombreuses espèces d’oiseaux et de plantes,. La région se trouve principalement dans le bassin versant du Drin, officiellement reconnu comme un important réservoir de biodiversité,,.
Le golfe est l’un des endroits les plus importants de la mer Adriatique pour les tortues marines. Ses plages sont des lieux de nidification et d’alimentation pour deux espèces importantes et menacées de tortues marines, dont la tortue verte et la tortue caouanne. Outre les célèbres tortues marines en voie de disparition, que l’on trouve sur presque toutes les côtes, le golfe abrite des baleines telles que la baleine de Cuvier et des dauphins parmi lesquels le dauphin bleu et blanc, le dauphin de Risso et le grand dauphin commun,.